# Феоктист Смельницький
Смельни́цький Феокти́ст Єлисе́йович (4 (17) січня 1874, Тарасовичі Остерського повіту Чернігівської губернії — 3 жовтня 1937, ГУЛАГ СССР, Казахстан) — український релігійний діяч, викладач Чернігівської духовної семінарії. Священик Російської Православної церкви в Україні.
Жертва сталінського терору. Долучений до лику святих РПЦ в 2000.

## Біографія
Феоктист народився 17 січня 1874 в селі Тарасовичі Остерського повіту Чернігівської губернії.
Після навчання в Чернігівській духовній семінарії був висвячений на священика Преосвященним єпископом Чернігівським і Ніжинським РПЦ (безпатріаршої) Антонієм Соколовим, служив на парафіях Чернігівської єпархії, був завідувачем і законовчителем земських шкіл та шкіл грамоти, викладав у Чернігівській духовній семінарії.
Після російсько-більшовицької окупації України зазнав переслідувань. Останньою парафією отця Феоктиста була Свято-Троїцька церква селища Лосинівка, в якій він служив до її закриття в 1936 році. Того ж року НКВД СССР заарештував священика та відправив у концентраційний табір «КАРЛАГ» у Казахстані, а вже наступного року його  засудили до розстрілу. 3 жовтня 1937 року о 23 годині 30 хвилин Феоктиста Смельницького убили. Місце поховання священика невідоме.
Визначенням Ювілейного Освященного Архієрейського Собору РПЦ від 20 серпня 2000 протоієрей Феоктист Смельницький причислений до святих Московської патріархії.
День пам'яті Феоктиста — 3 жовтня, в день його смерті.